# Turbo: A Power Rangers Movie
Turbo: A Power Rangers Movie – film, który powstał po zakończeniu zdjęć do serialu Power Rangers Turbo. Nakręcony został w 1996 roku. Film był dostępny na kasetach VHS i emitowany na antenie TV Polsat w wersji z polskim lektorem, którym był Jacek Brzostyński.

## Fabuła
Divatox pragnie uwolnić mroczne siły Maligore'a, które znajdują się wewnątrz wulkanu na wyspie Muiranhias. Jednak aby móc dostać się tam, musi przemierzyć Nemesis Triangle i do tego potrzebuje Lerigota, władającego niezwykłą mocą, który obecnie przebywa na Ziemi i poszukuje Power Rangers, ponieważ tylko oni mogą pokonać Divatox. Tymczasem podczas treningu Rocky łamie kręgosłup i przebywa w szpitalu. Na jego miejsce wkracza Justin Stewart, nastoletni chłopiec, zaprzyjaźniony z Power Rangers.

## Obsada
- Jason David Frank – Thomas „Tommy” Oliver, czerwony wojownik
- Johnny Yong Bosch – Adam Park, zielony wojownik
- Nakia Burrise – Tanya Sloan, żółta wojowniczka
- Catherine Sutherland – Katherine „Kat” Hillard, różowa wojowniczka
- Blake Foster – Justin Stewart, niebieski wojownik
- Steve Cardenas – Rocky DeSantos
- Paul Schrier – „Mięśniak” (ang. Farkas „Bulk” Bulkmeier)
- Jason Narvy – „Czacha” (ang. Eugene „Skull” Skullovich)
- Austin St. John – Jason Lee Scott
- Amy Jo Johnson – Kimberly Hart
- Gregg Bullock – Porucznik Jerome Stone
- Richard Genelle – Ernie
- Donene Kistler – Alfa 5
- Winston Richard – Zordon
- Jon Simanton – Lerigot
- Hilary Shepard – Divatox
- Carla Perez – Rita Odraza (ang. Rita Repulsa)

W filmie pojawiają się także Rita Odraza (ang. Rita Repulsa) oraz Lord Zedd, jednak widać ich tylko w scenie epizodycznej.